# József Sir
József Sir (Hungría, 28 de abril de 1912-22 de septiembre de 1996) fue un atleta húngaro especializado en las pruebas de4x100 m y 200 m, en las que consiguió ser subcampeón europeo en 1938.

## Carrera deportiva
En el Campeonato Europeo de Atletismo de 1934 ganó dos medallas de plata: en 200 metros —con un tiempo de 21.5 segundos, tras el neerlandés Chris Berger y por delante de otro neerlandés Tinus Osendarp— y en relevos 4x100 metros, tras Alemania y por delante de Países Bajos. Además ganó el bronce en los 100 metros, llegando a meta en un tiempo de 10.7, tras el neerlandés Chris Berger y el alemán Erich Borchmeyer.